# Psammogammarus caecus
Psammogammarus caecus is een vlokreeftensoort uit de familie van de Eriopisidae. De wetenschappelijke naam van de soort is voor het eerst geldig gepubliceerd in 1955 door Karaman.